# دانبلین
دانبلین (به انگلیسی: Dunblane) یک شهرک در اسکاتلند است که در استیرلینگ واقع شده‌است. دانبلین ۹٬۰۰۰ نفر جمعیت دارد. دانبلین یک شهر پر رفت و آمد است. دانبلان در سواحل آلن واتر (یا رودخانه آلن)، شاخه ای از رودخانه فورث ساخته شده است. کلیسای جامع Dunblane معروف ترین اثر این شهر است.